# Дурлах
Ду́рлах (нем. Durlach) — в прошлом отдельный город, на реке Пфинце, у подошвы Турмберга, во времена нацистской Германии принудительно включённый в состав города Карлсруэ.
До момента основания Карлсруэ, в 1715 году, Дурлах служил резиденцией маркграфу Баден-Дурлаха, а также был столицей Баден-Дурлаха и городом проживания маркграфа, с 1565 года по 1718 год, в Бадене. В настоящее время — крупнейший городской район Карлсруэ. Граничит с городскими районами Грётцинген на северо-западе, Штупферих, Хоэнветтерсбах и Вольфартсвайер на юге, Рюппурр на юго-западе, Вайэрфельд-Даммершток и Зюдштадт на западе, Остштадт и Ринтхайм на северо-западе и Хагсфельд на севере. Район расположен на востоке Карлсруэ на Верхнерейнской низменности и тянется от реки Пфинц до Крайхгау и северного Шварцвальда. На вершине горы Турмберг находятся остатки замка, к которому ведёт фуникулёр. Рядом с замком находится спортивная школа (Schoeneck), которая иногда используется немецкой национальной сборной по футболу как тренировочный лагерь для подготовки к международным матчам.

## История
- XI век — граф Гохберг построил крепость Гохберг на горе Турмберг, в дальнейшем расширенную в XII веке.
- 1196 год — первое документальное упоминание Дурлаха как владения Гогенштауфенов. В XIII столетии от маркграфства Кальв город перешёл к маркграфству Баденскому и долгое время был резиденцией маркграфов[1], с 1219 года личное владение маркграфа Бадена.
- 1279 год — разрушение замка Хоэнберг на горе Турмберг Конрадом III Лихтенбергским[нем.], епископом Страсбурга.
- 1556 год — поддержка Дурлахом и маркграфами Баден-Дурлаха граждан-протестантов.
- 1565 год — стал резиденцией эрнестинской линии маркграфов Бадена, перенесённой из Пфорцхайма в Дурлах маркграфом Карлом II (с тех пор маркграфы называют себя «маркграфами Баден-Дурлаха»), построен замок Карлсбург.
- 1689 год — город Дурлах был полностью разграблен и разрушен французскими войсками, которые послал французский король Людовик XIV во время войны за Пфальцское наследство. Лишь 5 или 6 жилых домов старой части города уцелели от огня. От замка Карлсбург остались только покои принцессы. Продолжающиеся погромы, разрушения и грабежи снова и снова разоряли беззащитных жителей Дурлаха, пока война не закончилась в 1697 году. Находившийся в изгнании в Базеле маркграф Фридрих VII возвратился в 1698 году, приступив в первой половине 1699 год к восстановлению Дурлаха и замка Карлсбург.

В 1709 году его сын, маркграф Карл III Вильгельм возглавил правительство. Несмотря на споры и несогласие с женой Магдаленой Вильгельминой и гражданами Дурлаха, он остановил дальнейшее расширение Карлсбурга. До 1715 года город был столицей маркграфов Баден-Дурлахских, в этом же году основан города Карлсруэ, и резиденция маркграфа Карла III Вильгельма переехала в новый дворец, возведённый в лесу Хардтвальд.
- 1735 год — основание монетного двора.
- 1832 год — под давлением Наполеона в городе Дурлах учреждено Великое герцогство Баден.
- 1843 год — открыто железнодорожное сообщение между Карлсруэ и Хайдельбергом.
- 1846 год — основана первая добровольная пожарная команда Кристиана Хенгста (памятник на площади Хенгста (Hengst-Platz)).

На окончание XIX столетия (1893 год) в городе были фабрики крахмала, цикория, табака, и проживало около 7 500 жителей обоего полу, а на начало XX столетия (1907 год) в городе проживало около 10 000 жителей обоего полу. В 1921 году в состав Дурлаха включили Ауэ (нем. Aue).
Вопреки голосованию жителей города, в 1938 году, он был включён в состав города Карлсруэ, тогдашней столицы земли Баден. В качестве уступки, однако, было решено, что Дурлах может сохранить все органы власти и ведомства. Поэтому Дурлах — это сегодня единственный район Карлсруэ, который обладает собственными министерством финансов, налоговой инспекцией и местным судом. Однако присоединённую к суду тюрьму, самым известным узником которой был Рудольф Аугштайн, задержанный в связи со скандалом с журналом «Шпигель», снесли в 1990 году, несмотря на протест населения против сноса.
- 1938 год — на волне погромов Хрустальной ночи были совершены нападения на еврейских граждан в Дурлахе. 22 октября 1940 года оставшиеся евреи были депортированы.
- Во время Второй мировой войны, от американо-английских бомбардировок, в Дурлахе погибло 329 человек, а по её окончанию был оккупирован союзниками Союза ССР.
- 1989 год — Дурлах получил самостоятельную местную конституцию и местный совет.

## Политика
Главой местного совета Дурлаха является мэр. С точки зрения политики состав совета начиная с июля 2009 года и по настоящее время распределён следующим образом:
- ХДС (CDU) — 7 мест;
- Партия зелёных (B’90/Grüne) — 6 мест;
- СДПГ (SPD) — 5 мест;
- СвДП (FDP) — 4 места.

## Искусство и культура

### Театр, концерты, шоу
В Дурлахе находится органная фабрика, которая в XIX и XX веках была одной из важнейших в сфере строительства органов в Западной Европе. В оставшемся большом помещении сегодня расположены:
- Театр на органной фабрике
- Кабаре «Die Spiegelfechter»
- Органная фабрика Культурного союза в Дурлахе[3]

### Музыка в городской церкви Дурлаха
В городской церкви Дурлаха регулярно даются концерты, программа которых включает разнообразные произведения — от музыкальных миниатюр до крупных творений, таких как, например, «Месса си минор» Иоганна Себастьяна Баха; звучит музыка как старых мастеров, так и современных композиторов, исполняются хоровые произведения, кантаты, камерная музыка, органные концерты, проводятся импровизационные сейшны. В 1999 году был торжественно вновь открыт исторический орган после молчания во время масштабной реконструкции, выполненной швейцарской органной фирмой «Голль» («Goll»).

### Музеи
В замке Карлсбург сегодня размещаются:
- Музей Пфинцгау (нем. Pfinzgaumuseum) — история независимого маркграфства Дурлах до 1938 года как резиденции маркграфов Бадена, включая развитие сельского хозяйства, торговли и индустрии[5];
- Карпатский музей (нем. Karpatenmuseum) — культура, обычаи и традиции немцев в Словакии.

## Известные жители Дурлаха
- Айхродт, Людвиг (1827—1892) — немецкий писатель, поэт и драматург.
- Бакофен, Иоганн Георг Генрих (1768—1839) — немецкий кларнетист, арфист, композитор и музыкальный педагог.
- Бальцер, Вильгельм Эдуард (1814—1887) — немецкий религиозный и общественный деятель, активист вегетарианского движения.
- Брессанд, Фридрих Христиан (около 1670—1699) — немецкий поэт эпохи барокко и оперный либреттист.
- Конрад II (герцог Швабии) (1172—1196) — герцог Ротенбурга, герцог Швабии, 5-й сын императора Священной Римской империи Фридриха I Барбароссы.
- Кристина Магдалена Пфальц-Цвейбрюкен-Клеебургская (1616—1662)— дочь пфальцграфа Клебургского, в замужестве — маркграфиня Баден-Дурлахская.
- Магдалена Вильгельмина Вюртембергская (1677—1742)— маркграфиня Бадена (1709—1742), супруга Карла III Вильгельма Баденского, основателя города Карлсруэ.
- Фридрих VI (маркграф Баден-Дурлаха) (1617—1677)— маркграф Баден-Дурлаха, имперский фельдмаршал.
- Фридрих VII (маркграф Баден-Дурлаха) (1647—1709) — маркграф Баден-Дурлаха, прадед Екатерины II.